# 메트로폴 뒤 그랑 파리

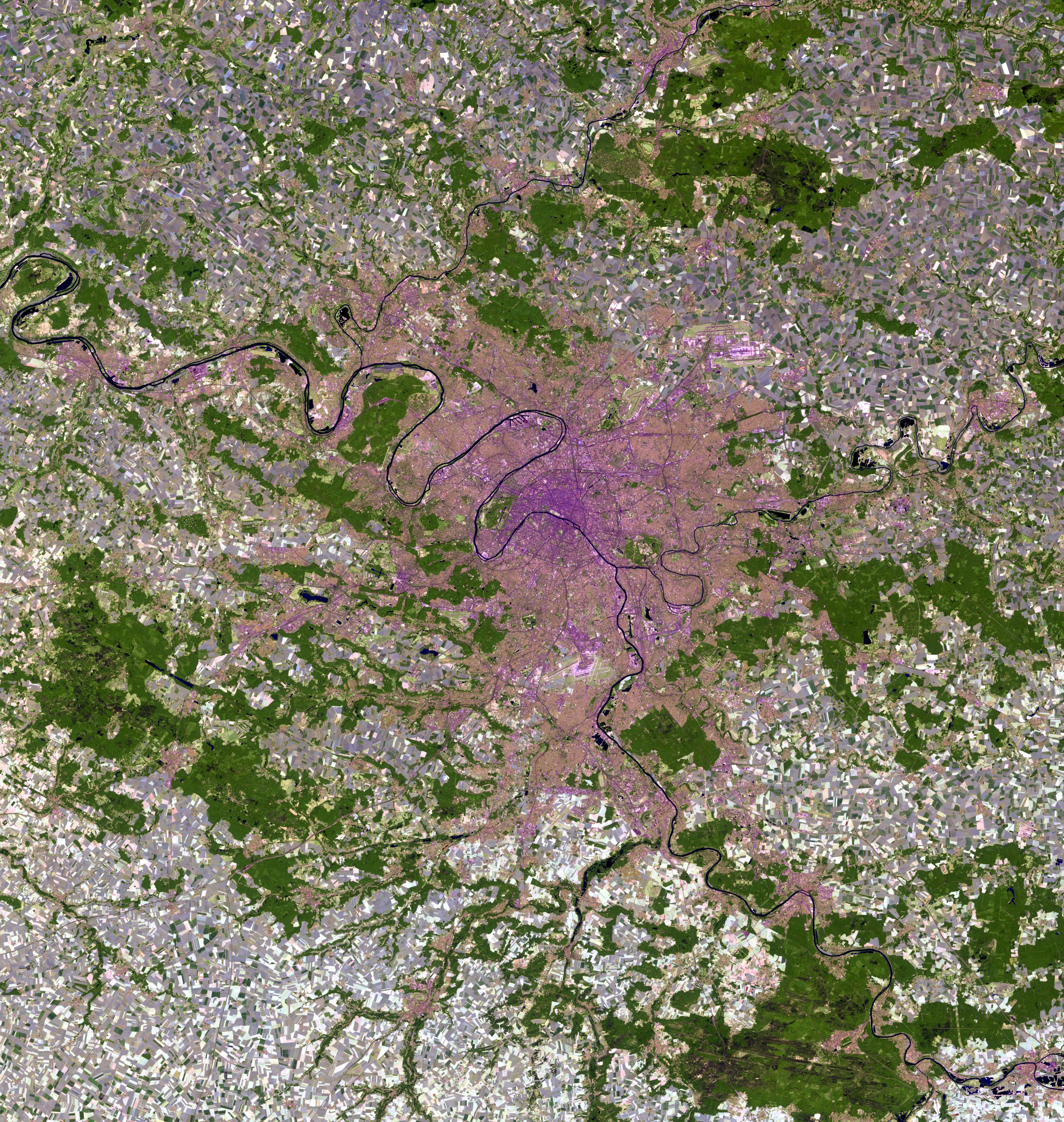
메트로폴 뒤 그랑 파리의 위성 사진

메트로폴 뒤 그랑 파리(프랑스어: Métropole du Grand Paris)는 프랑스의 메트로폴이며, 일드프랑스에서 유일하게 메트로폴의 자격을 가진 지방 자치체 간의 연합이다. 파리 및 이를 둘러싼 3개 데파르트망(Petite Couronne)과 일부 주변 코뮌으로 이루어진다.

## 지리

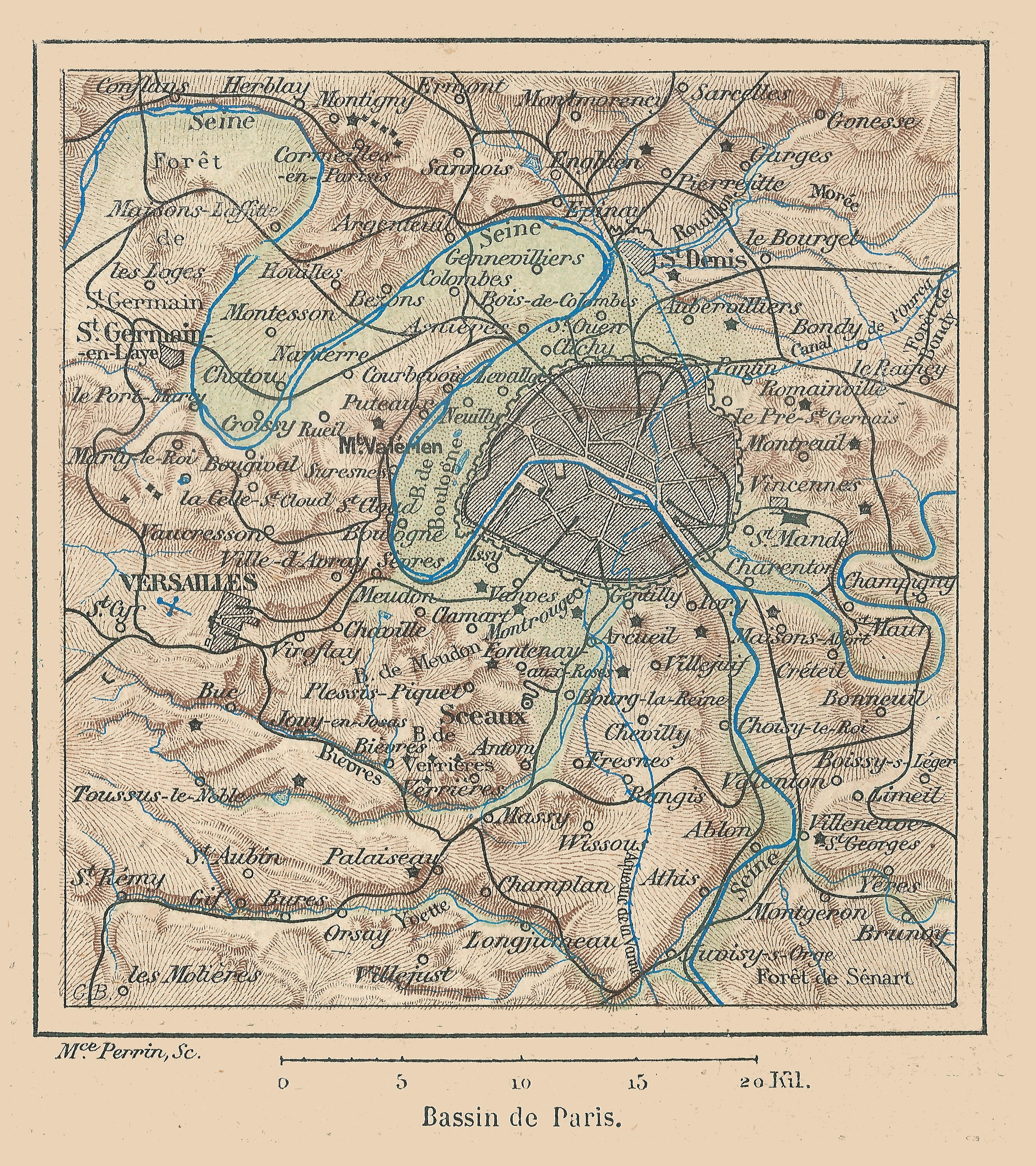
1894년 파리 분지 일대 지도 (stricto sensu). 프란츠 슈라더 작품.

그랑파리 메트로폴은 프랑스 북부의 수도권인 일드프랑스에 위치해 있다. 면적은 814 km2이며, 파리 도시권 (Unité urbaine de Paris)의 도심을 구성하는 시가지를 포괄하고 있다.

### 행정 구역
2015년 제정된 MAPTAM 법에서는 파리와 그 주변을 둘러싼 데파르트망 3개 (오드센주, 센생드니주, 발드마른주)를 그랑파리 메트로폴에 의무적으로 포함시키도록 하고 있으며, 그밖에 그랑드쿠론 (grande couronne)이라 불리는 대외곽 지역에 해당되는 코뮌(지방 자치체)의 경우 2014년 9월 30일까지 해당 시의회의 심의 표결을 거쳐 합류할 수 있도록 되어 있다.
이후 2017년 제정된 NOTRe 법에서는 상기한 허용 기준을 수정하였으며, 에손주의 아티몽, 쥐비지쉬로르주, 모랑지, 파레비에유포스트, 사비니쉬로르주 (레포르트드레손 복합공동체 소속), 비리샤티용 (레라크드레손 복합공동체 소속), 발두아즈주의 아르장퇴유 (아르장퇴유브종 복합공동체 소속)가 그랑파리 메트로폴에 새로 합류할 수 있게 되었다. 이들은 전체 46개 지방 자치체 중에서 법적 기한 내에 메트로폴 합류안을 시의회에서 통과시킨 지방 자치체에 해당된다.

## 그랑파리 지역공공기관

그랑파리 권역의 각 지역공공기관 설치 현황도.
T1 – 파리 시 (Ville de Paris), EPT 미설치
T2 – 발레쉬드그랑파리 (Vallée Sud Grand Paris, VSGP)
T3 – 그랑파리센웨스트 (Grand Paris Seine Ouest, GPSO)
T4 – 파리웨스트라데팡스 (Paris Ouest La Défense, POLD)
T5 – 부클노르드센 (Boucle Nord de Seine, BNS)
T6 – 플렌코뮌 (Plaine Commune, PC)
T7 – 파리테르당볼 (Paris Terres d'Envol, PTE)
T8 – 에탕상블 (Est Ensemble, EE)
T9 – 그랑파리-그랑데스트 (Grand Paris - Grand Est, GPGE)
T10 – 파리제마른에부아 (Paris-Est-Marne et Bois, PEMB)
T11 – 그랑파리쉬데스타브니르 (Grand Paris Sud Est Avenir, GPSEA)
T12 – 그랑도를리센비에브르 (Grand-Orly Seine Bièvre, GOSB)

메트로폴의 설립과 함께 해당 지방 자치체가 이루고 있던 공동체의 폐지도 함께 이뤄지면서, 그 자리를 대신할 새로운 기관으로 지역공공기관 (Établissements publics territoriaux, EPT)이 설립되었다.
EPT는 메트로폴 내 코뮌을 각각 묶고, 도시정책, 문화시설, 사회문화, 공공교육 및 스포츠 시설, 수도와 위생, 가정 폐기물 관리, 사회활동 기능을 기존과 유사하게 보장토록 하였다. 이와 함께 폐지된 공동체의 권한도 이관되어 행사하게 된다. 단, 파리 시의 경우 EPT가 설치되지 않고 직권을 독자적으로 행사한다.
이 같은 내용을 담은 EPT의 법적 근거는 제2015-1365호부터 제2015-1655호에 근거하며, 2015년 12월 11일에 다소 늦게 제정되었다.
파리시를 제외한 나머지 EPT 중에서 인구수가 50만 명을 넘기는 지역은 총 세 곳이 있다.
- 그랑도를리센비에브르 (Grand-Orly Seine Bièvre, GOSB, T12) - 발드비에브르, 센아몽, 그랑도를리, 포르트드레손 복합공동체가 통합되어 만들어졌다. 24개 코뮌을 아울러 총 인구수 678,000명.
- 파리웨스트라데팡스 (Paris Ouest La Défense, POLD, T4) - 11개 코뮌을 아울로 총 인구수 568,000명.
- 파리제스트마른에부아 (Paris-Est-Marne et Bois, PEMB, T10) - 레스트파리지앙 지방단체연합 (ACTEP)에서 유래하였다. 13개 코뮌을 아울러 총 인구수 503,000명.

반대로 인구가 가장 적은 EPT는 총 인구 수 312,000명의 그랑파리센웨스트 (Grand Paris Seine Ouest, GPSO, T3)와, 총인구 306,000명의 그랑파리쉬데스트아브니르 (Grand Paris Sud Est Avenir, GPSEA, T11)이다. 파리를 제외한 각 EPT의 평균 인구 수는 43만 명이며, 소속된 평균 코뮌 수는 11.72개 (최대 129개, 최소 11개)이다.

## 구성
메트로폴 뒤 그랑 파리를 구성하는 131개 코뮌은 다음과 같다.
1. 아블롱쉬르센
2. 알포르빌
3. 앙토니
4. 아르퀴유
5. 아르장퇴유
6. 아니에르쉬르센
7. 아티몽
8. 오베르빌리예
9. 올네수부아
10. 바뇌
11. 바뇰레
12. 르블랑메닐
13. 보비니
14. 부아콜롱브
15. 부아시생레제
16. 봉디
17. 보뇌유쉬르마른
18. 불로뉴빌랑쿠르
19. 르부르제
20. 부르라렌
21. 브리쉬르마른
22. 카샹
23. 샹피니쉬르마른
24. 샤랑통르퐁
25. 샤트네말라브리
26. 샤티용
27. 샤빌
28. 셴비에르쉬르마른
29. 슈빌리라뤼
30. 슈아지르루아
31. 클라마르
32. 클리시
33. 클리시수부아
34. 콜롱브
35. 쿠브롱
36. 쿠르브부아
37. 라쿠르뇌브
38. 크레테유
39. 드랑시
40. 뒤니
41. 에피네쉬르센
42. 퐁트네요로즈
43. 퐁트네수부아
44. 프렌
45. 가니
46. 가르슈
47. 라가렌콜롱브
48. 주느빌리예
49. 장티이
50. 구르네쉬르마른
51. 라이레로즈
52. 릴생드니
53. 이시레물리노
54. 이브리쉬르센
55. 주앵빌르퐁
56. 쥐비지쉬로르주
57. 르크렘랭비세트르
58. 레릴라
59. 르발루아페레
60. 리메유브레반
61. 리브리가르강
62. 메종잘포르
63. 말라코프
64. 망드르레로즈
65. 마른라코케트
66. 마롤장브리
67. 뫼동
68. 몽페르메유
69. 몽트뢰유
70. 몽루주
71. 모랑지
72. 낭테르
73. 뇌이플레장스
74. 뇌이쉬르마른
75. 뇌이쉬르센
76. 노장쉬르마른
77. 누아조
78. 누아지르그랑
79. 누아지르세크
80. 오를리
81. 오름송쉬르마른
82. 팡탱
83. 파레비유포스트
84. 파리
85. 레파비용수부아
86. 페리니
87. 르페뢰쉬르마른
88. 피에르피트쉬르센
89. 르플레시로뱅송
90. 르플레시트레비즈
91. 르프레생제르베
92. 퓌토
93. 라쾨앙브리
94. 르랭시
95. 로맹빌
96. 로니수부아
97. 뤼유말메종
98. 룅지
99. 생클루
100. 생드니
101. 생망데
102. 생모르데포세
103. 생모리스
104. 생투앙쉬르센
105. 상트니
106. 사비니쉬로르주
107. 소
108. 세브랑
109. 세브르
110. 스탱
111. 쉬시앙브리
112. 쉬렌
113. 티에
114. 트랑블레앙프랑스
115. 발랑통
116. 방브
117. 보크르송
118. 보주르
119. 빌크렌
120. 빌다브레
121. 빌쥐프
122. 빌몽블
123. 빌뇌브라가렌
124. 빌뇌브르루아
125. 빌뇌브생조르주
126. 빌팽트
127. 빌타뇌즈
128. 빌리예쉬르마른
129. 뱅센
130. 비리샤티용
131. 비트리쉬르센

## 같이 보기
- 파리
- 일드프랑스
- 그레이터맨체스터주